# Tommaso Grossi

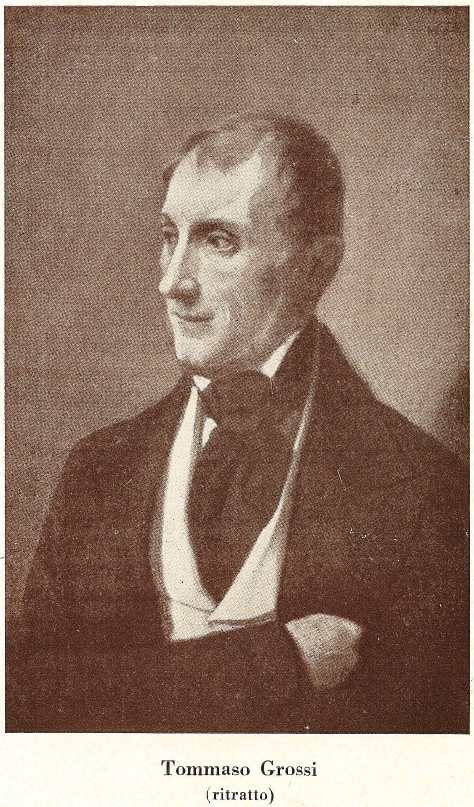
Tommaso Grossi.

Tommaso Grossi, född 20 januari 1791, död 10 december 1853, var en italiensk poet.
Grossi vann tidigt framgång med de på milanesisk dialekt skrivna La Prineide (1814), en djärv satir mot österrikarnas styre i Norditalien, och La Fuggitiva (1817), en versifierad kärleksnovell. Sin popularitet ökade han med de på riksspråk författade I Lombardi alla prima crociata (1826), en episk dikt, varmt lovordad av Alessandro Manzoni. Han skrev även Marco Visconti (1834), en historisk roman enligt mönster av Promessi sposi samt Ulrico e Lidia (1837), en versnovell som avslutade Grossis skönlitterära verksamhet. Han Opera complete utgavs 1892.